# 薩穆伊爾
薩穆伊爾，是保加利亞東北部拉兹格勒州薩穆伊爾市鎮的村庄及行政中心，面積13.73平方公里，海拔高度501米，2015年人口1,497，人口密度每平方公里109.03人。